# PlayOnLinux
PlayOnLinux (Abkürzung POL) ist eine grafische Oberfläche für die Windows-kompatible Laufzeitumgebung Wine auf Linux-Systemen, PlayOnMac ist selbiges auf macOS. Es erleichtert die Installation, Konfiguration wie auch die Deinstallation von Programmen, die über Wine verwendet werden.
Ein weiterer Vorteil ist ebenfalls, dass festgelegt werden kann, welche Software mit welcher Wine-Version verwendet werden soll. Somit wird es ermöglicht, auch Software, die ältere Versionen von Wine benötigt, zu verwenden.
PlayOnLinux ermöglicht es auch, eigene Skripte zu erstellen, die von einfachen Menüfenstern bis hin zu Änderungen der Wine-Installation oder Einträgen in der Windows-Registry reichen. Eine Einführung in die Bash-ähnliche Skriptsprache von PlayOnLinux als auch eine Auflistung der möglichen Funktionen kann auf der Website der Hersteller aufgefunden werden.

## PlayOnLinux-5-Entwicklung
Aktuell wird an PlayOnLinux 5 gearbeitet. Es wird eine neue moderne Benutzeroberfläche mit mehr Funktionalität geben.
Auf GitHub kann man sich an der Weiterentwicklung des Programms beteiligen.